# 혼다 레전드
혼다 레전드(Honda Legend)는 일본 혼다에서 만든 전륜구동 준대형 세단이다.

## 1세대

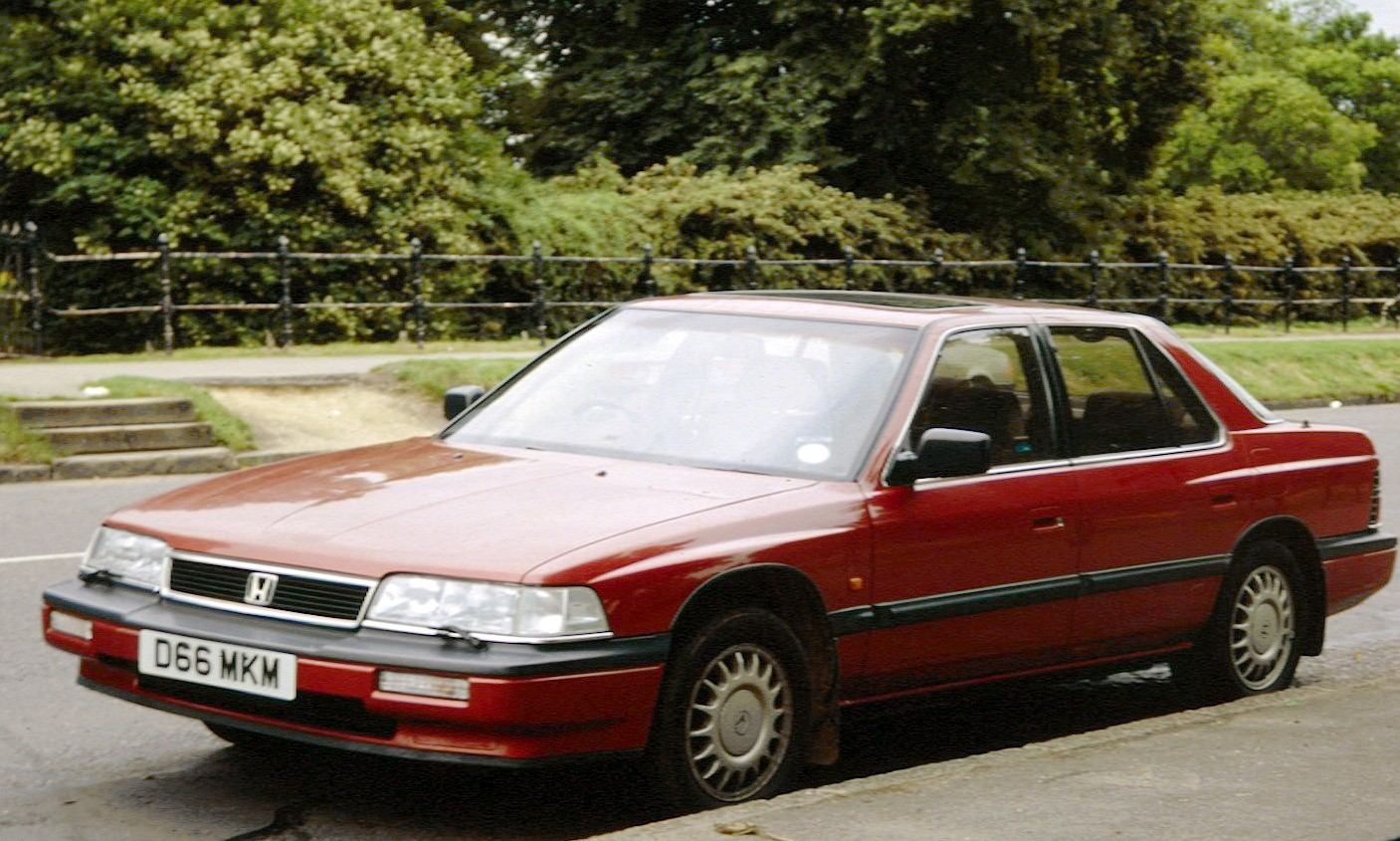
혼다 레전드 정측면

1985년에 혼다의 새로운 플래그십 차종으로 선보였다. 당초 4도어 세단만 있었으나, 1987년에 2도어 쿠페가 추가됐다. 일본산 자동차 최초로 장착된 운전석 에어백을 비롯해 ABS와 사이드 도어 빔 등을 장착해 안전성을 높였다. 이후에는 트랙션 컨트롤 시스템이 적용되었다. 북아메리카에서는 새롭게 고급 브랜드로 런칭된 아큐라의 최고급 승용차로 판매되었고, 차명 역시 레전드였다.

## 2세대

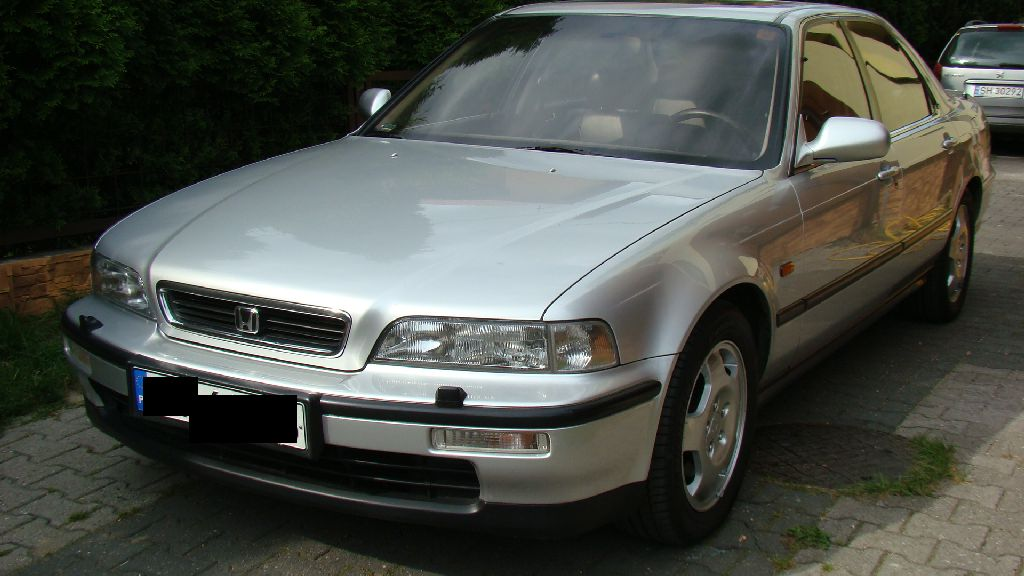
혼다 레전드 정측면

1990년에 출시했다. 2세대와 3세대는 전륜구동임에도, 엔진을 세로로 배치했다. 일본에서는 4단 자동변속기만 탑재됐으나, 수출용에는 5단 수동변속기(이후 일본산 자동차 최초로 6단 수동변속기 탑재)도 탑재됐다. 일본산 자동차 최초로 조수석 에어백을 적용했다. 대한민국에서는 대우자동차(한국GM의 전신)에서 아카디아라는 차명으로 1994년부터 1999년까지 라이선스 생산하기도 했다.
가변흡기 시스템이 채용된 C32A2 220마력 V6 3.2리터 SOHC 가솔린 엔진이 장착됐다. 이 엔진은 NSX에 장착된 유닛과 블럭을 공용했으며, 당시에는 VTEC이 개발되지 않았기 때문에 가변흡기 시스템을 적용했다.

## 3세대

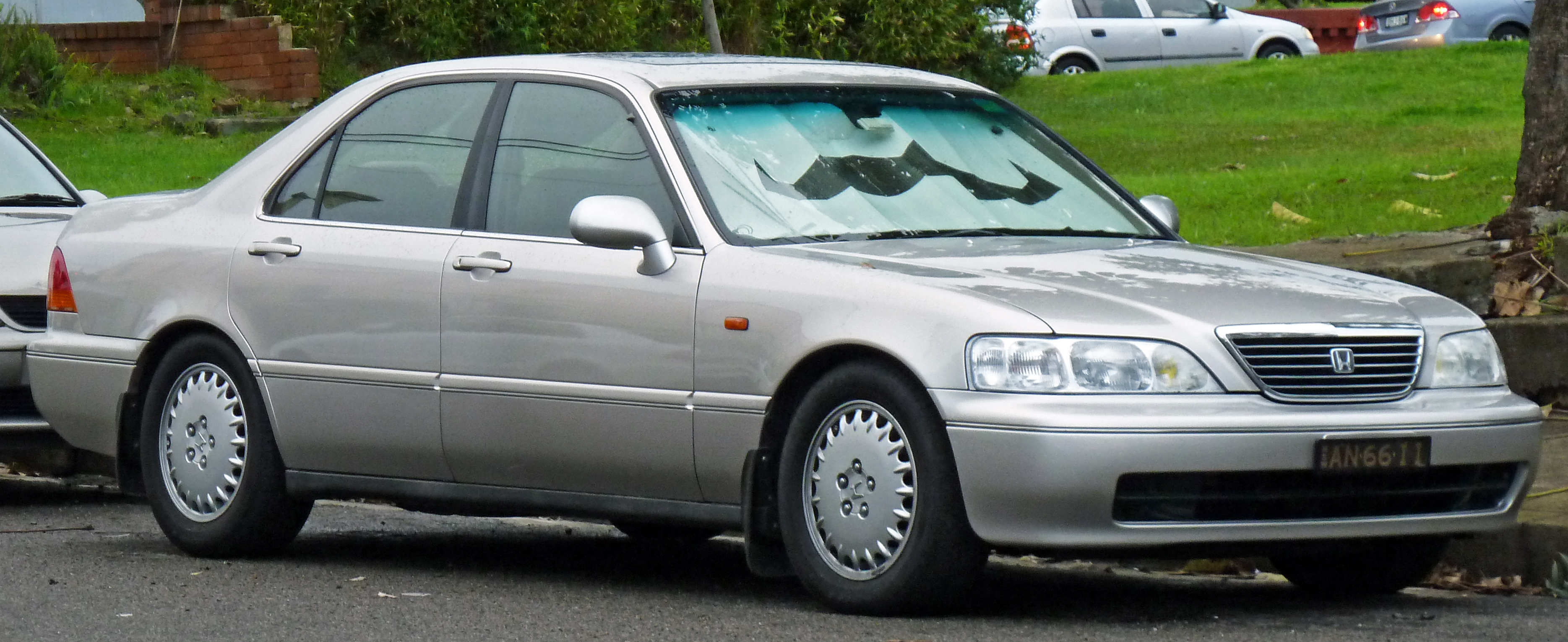
혼다 레전드(전기형) 정측면

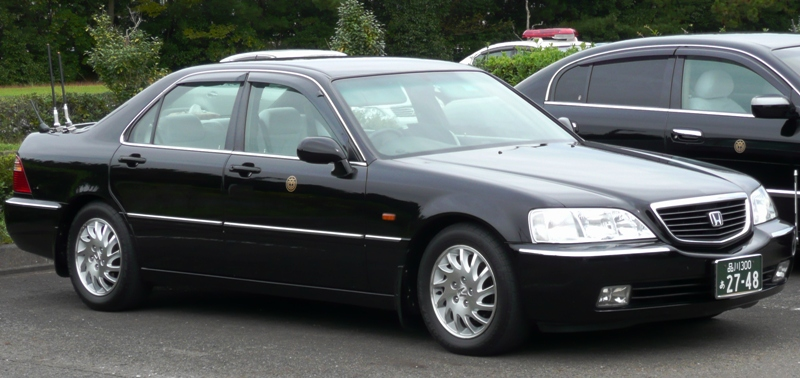
혼다 레전드(후기형) 정측면

1996년에 선보인 3세대는 2도어 쿠페가 삭제되어 4도어 세단만 남게 됐다. 2세대의 세로배치 전륜구동 형태의 엔진 구조를 계승했다. 1998년에 페이스리프트를 거쳐 헤드램프가 커졌고, 라디에이터 그릴의 형태도 바뀌었다. 아큐라로 판매 중이던 북아메리카와 홍콩 등에서는 3세대 모델부터 레전드에서 RL로 차명이 바뀌었다.

## 4세대

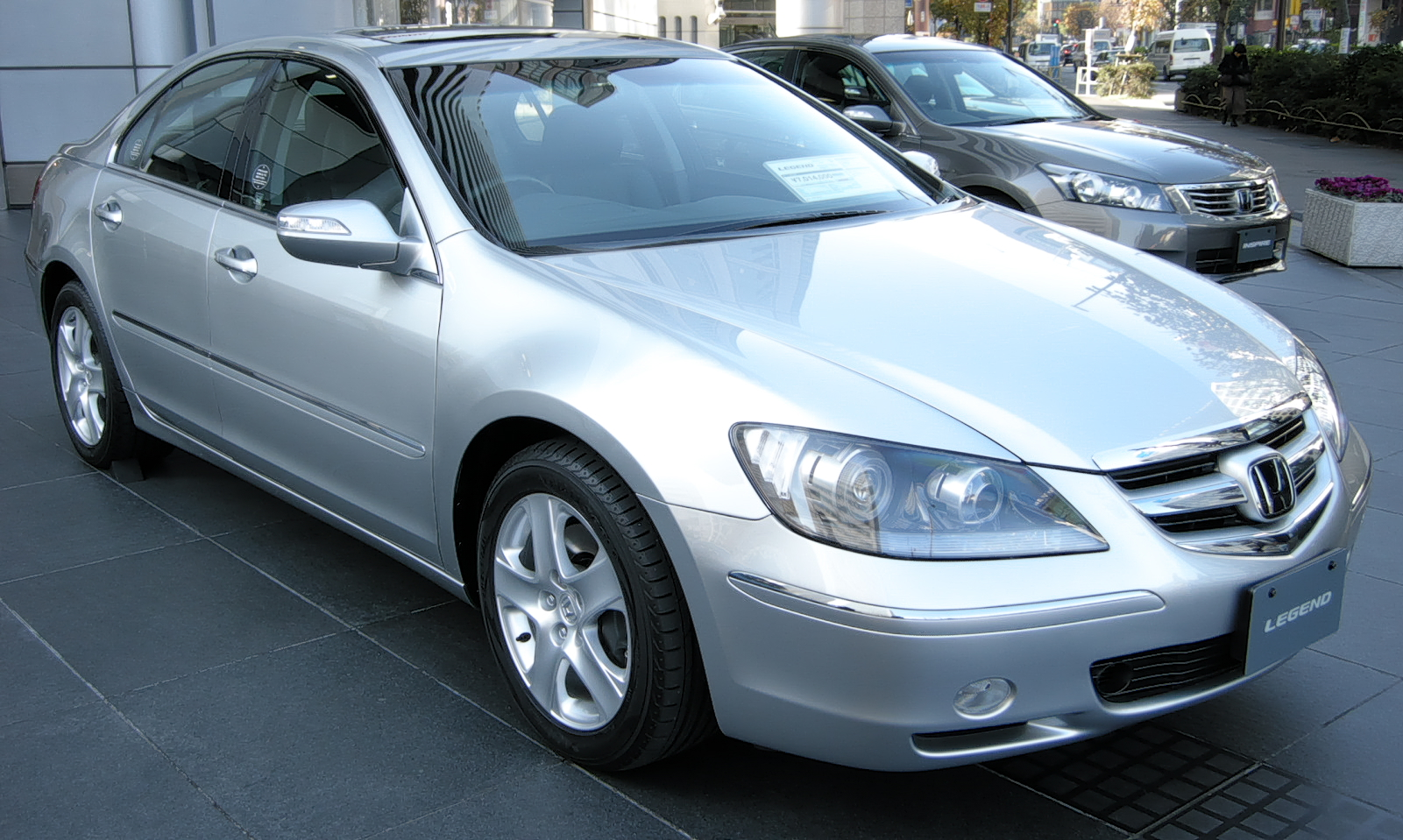
혼다 레전드(전기형) 정측면

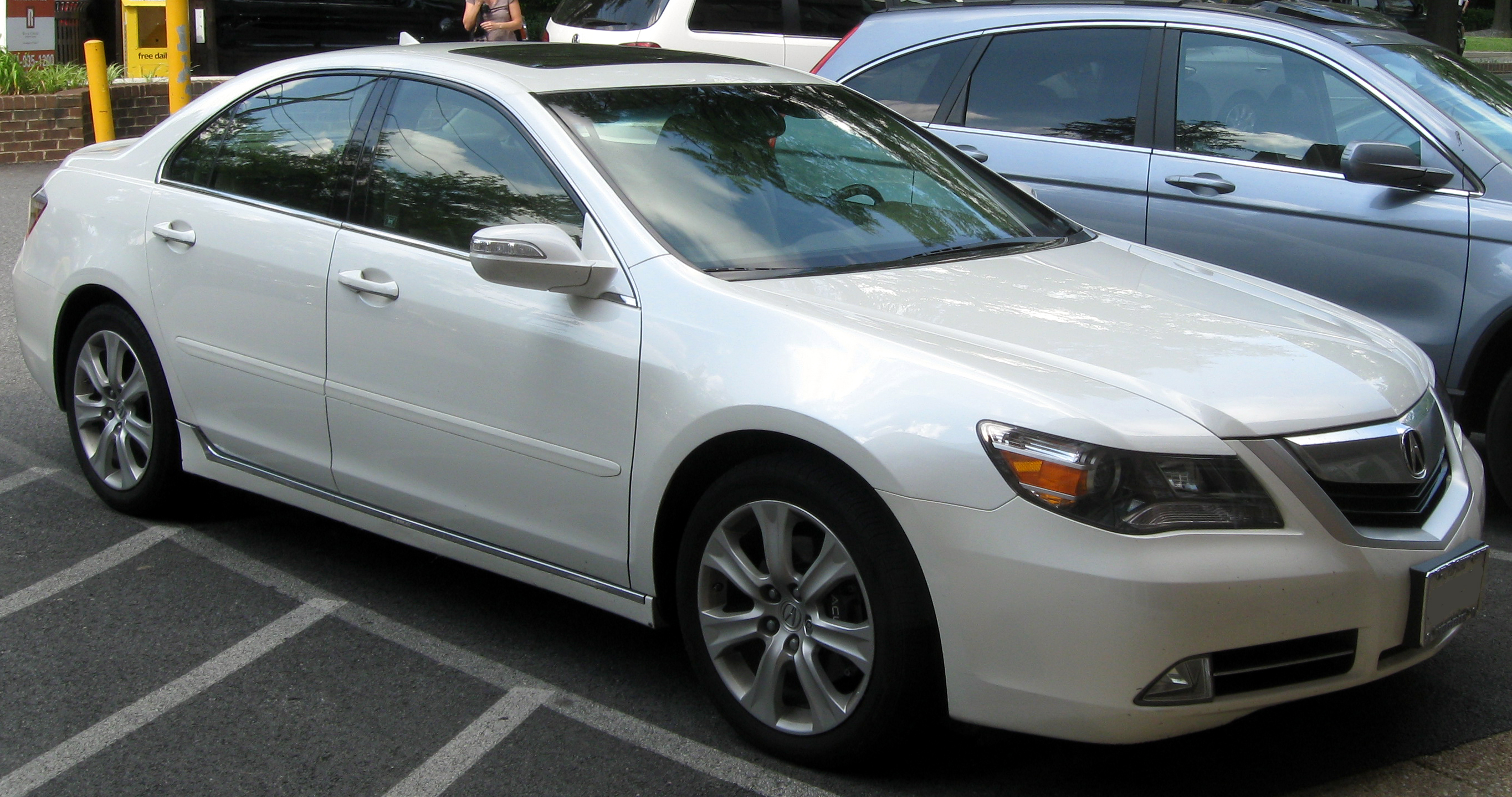
혼다 레전드(후기형) 정측면

2004년에 출시했다. 세로배치 형태의 엔진은 가로배치 형태로 바뀌었고, 일본에서 최고 출력 규제(280마력)가 풀린 후에 일본산 자동차 최초로 280마력을 넘긴(300마력) 차종이다. 앞·뒷바퀴의 구동력은 물론 뒷바퀴의 좌우 구동력까지 연속 배분해 주는 4륜구동 기술인 SH-AWD가 탑재됐다. 출시 초기에는 295마력 V6 3.5리터 SOHC 엔진이 장착됐다가, 2008년에 페이스리프트하면서 307마력 V6 3.7리터 SOHC 엔진으로 교체했다. 대한민국에는 2006년부터 수입되었다. 2008년에는 페이스리프트를 거쳤고, 동시에 엔진 배기량도 200cc 확대해 3,700cc가 되었다. 2012년에 단종되어 한동안 레전드의 역사는 끊어지게 된다.

## 5세대

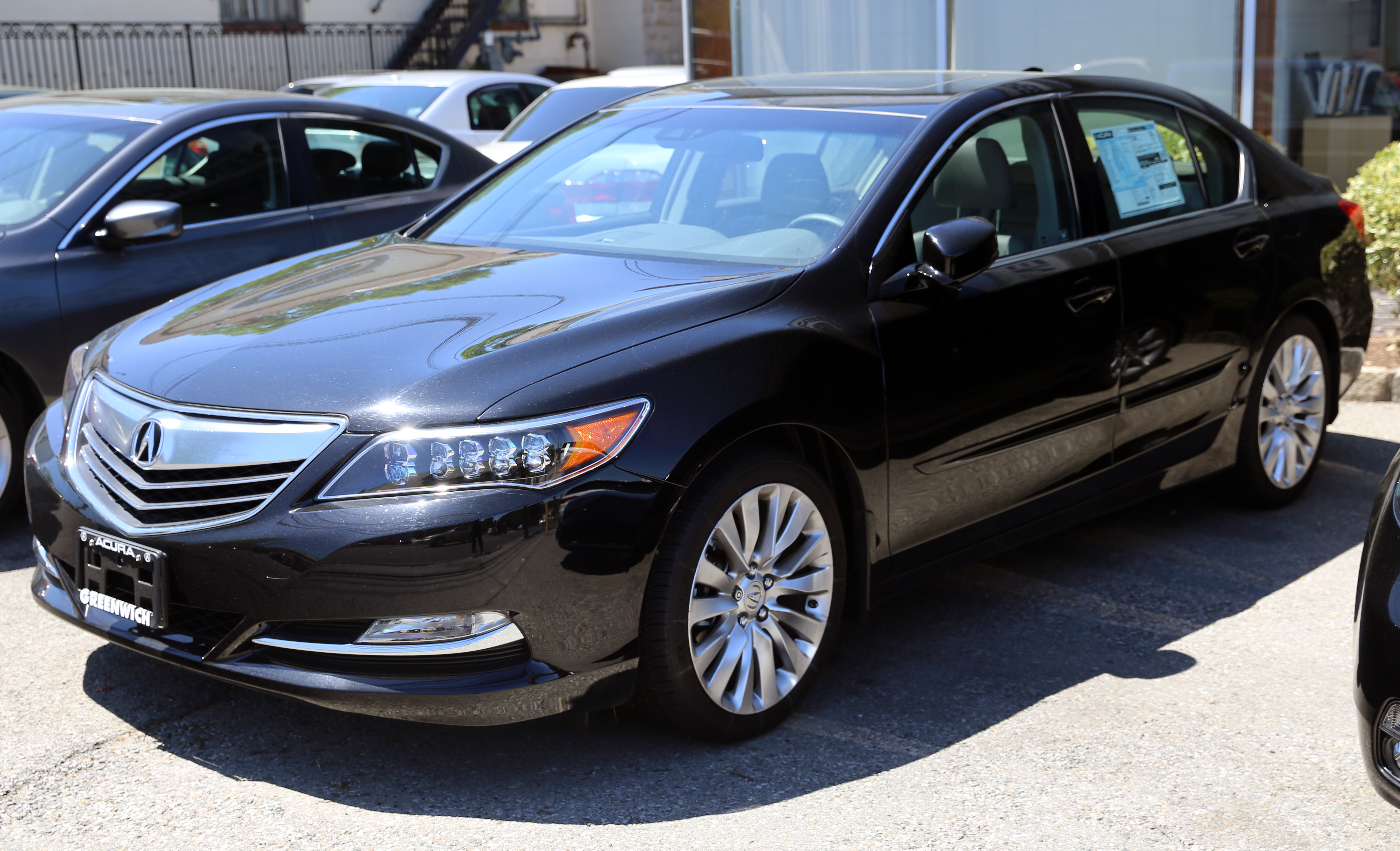
혼다 레전드 정측면

북아메리카에서 2012년에 어큐라 RLX로 출시되었고, 엔진은 310마력 V6 3.5리터 SOHC 엔진과 377마력 V6 3.5리터 가솔린 하이브리드가 제공된다. 일본에는 2014년부터 V6 3.5리터 하이브리드만 판매한다.
대한민국에는 2015년 3월부터 북미형 중 하나인 310마력 V6 3.5리터 SOHC 전륜구동 사양만 판매되었으나, 판매 부진으로 2016년 1월에 혼다코리아에서 재고차량을 모두 판매한 후 수입을 중단했다.
2017년에 일본과 북미에서 페이스리프트 모델이 출시됐다.
2020년에는 북미용 모델인 RLX가 단종되어 일본에서만 판매해 왔으나, 레전드를 생산하는 사이타마현 사야마 공장을 혼다에서 EV 생산 거점으로 개편함에 따라 2021년에 후속 차종 없이 단종이 확정됐다.
5세대 레전드의 카스테레오는 미국의 크렐에서 만든 유닛을 장착했다. 레전드를 통해 크렐의 카스테레오가 대한민국에 소개된 후, 기아에서 크렐의 카스테레오를 이용하기 시작했다.